# 핀란드 국회
핀란드 국회(핀란드어: Suomen maapäivät 수오멘 마패이배트[*], 핀란드어: Suomen valtiopäivät 수오멘 발티오패이배트[*], 스웨덴어: Finlands Lantdagar)는 1809년-1906년 핀란드 대공국의 입법부였다.
프랑스의 삼부회 같은 신분제 의회로, 귀족, 성직자, 시민, 농민 4개 계급으로 구분되었다. 귀족들은 기사원에 입주했고, 나머지 세 신분은 신분원에 입주했다.
귀족 의석은 201석으로, 핀란드의 여러 귀족 가문의 대표들이 참석했다. 성직자 의석은 40석으로, 주교좌의 주교들과 대학 관련자들, 고위 교수들이 성직자로 분류되었다. 시민 의석은 30-70석으로, 세금을 납부할 수 있는 부유한 도시 거주민들이 여기 해당되었다. 도시들의 성장에 따라 시민 의석은 증가하는 추세를 보였다. 농민 의석은 70석으로, 자기 토지를 가진 자영농(1900년대 기준 전체 농촌 인구의 4.5%)들이 여기 해당되었다. 각 농촌 지역의 지자체마다 선거인을 한 명씩 세워 그 선거인단의 간접선거로 상위 지역의 의원을 선출해 헬싱키로 보냈다. 각 신분들은 각자 토의가 이루어졌고, 신분들 간의 합동회기는 일반적으로 열리지 않았다. 특수한 경우 합동회기가 열린다 하더라도 회의만 이루어지고 투표는 이루어지지 않았다.

## 같이 보기
- 핀란드 의회
- 핀란드 원로원
- 핀란드의 귀족제